# A hinta (festmény)
A hinta (The Swing) Jean-Honoré Fragonard leghíresebb festménye, mely a rokokó egyik mesterműve.

## A festmény
A frivol festményen egy hölgy látható, akit egy férfi hintáztat, míg a kép előterében egy másik férfialak, a hölgy szeretője bújik meg a bokrok között, aki a hintázás közben fellebbenő szoknya alá pillant be. Hogy a festmény még hangsúlyosabb legyen, a festő azt a pillanatot ábrázolta, amikor a hölgy cipellője éppen lerepül viselője lábáról.
Charles Colle drámaíró emlékiratai szerint egy udvaronc kérte fel Gabriel François Doyent, hogy készítsen egy festményt róla és szeretőjéről. Azonban Doyen az ajánlatot frivolnak tartotta és visszautasította azt. Ő ajánlotta be az udvaroncnak Fragonard-t. A megbízó egy olyan festményt szeretett volna, melyen a hölgy egy hintán ül, amit egy püspök lök. Fragonard azonban egy püspök helyett átlagos férfit festett a képre. 
A megrendelő személye a mai napig ismeretlen. A hinta első ismert tulajdonosa M.-F. Ménage de Pressigny volt, aki 1794-ben hunyt el. Később Razins de Saint-Marc márkijához került a mű. Halála után, 1865-ben Richard Seymour-Conway, Hertford lordja, a Wallace Collection alapítója vásárolta meg egy aukción.
A festmény, mely ismert A hintázás örömteli balesetei címmel is, ma a londoni The Wallace Collection gyűjteményében látható.